# 塔拉夏區

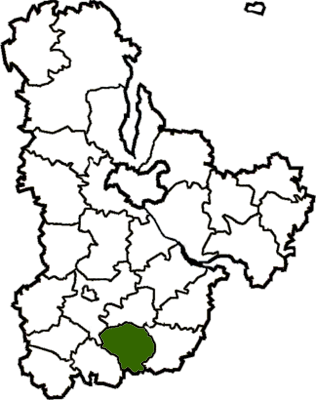
废除前塔拉夏區在基辅州的位置

塔拉夏區（烏克蘭語：Таращанський район），曾是烏克蘭的一個區，位於該國中北部，由基輔州負責管轄，首府設於塔拉夏，面積758平方公里，2015年人口28,868，人口密度每平方公里38.08人。
该区在2020年7月18日的乌克兰行政区划改革中被撤销，改革后基辅州下分为7个区。